# Esclat de raigs gamma

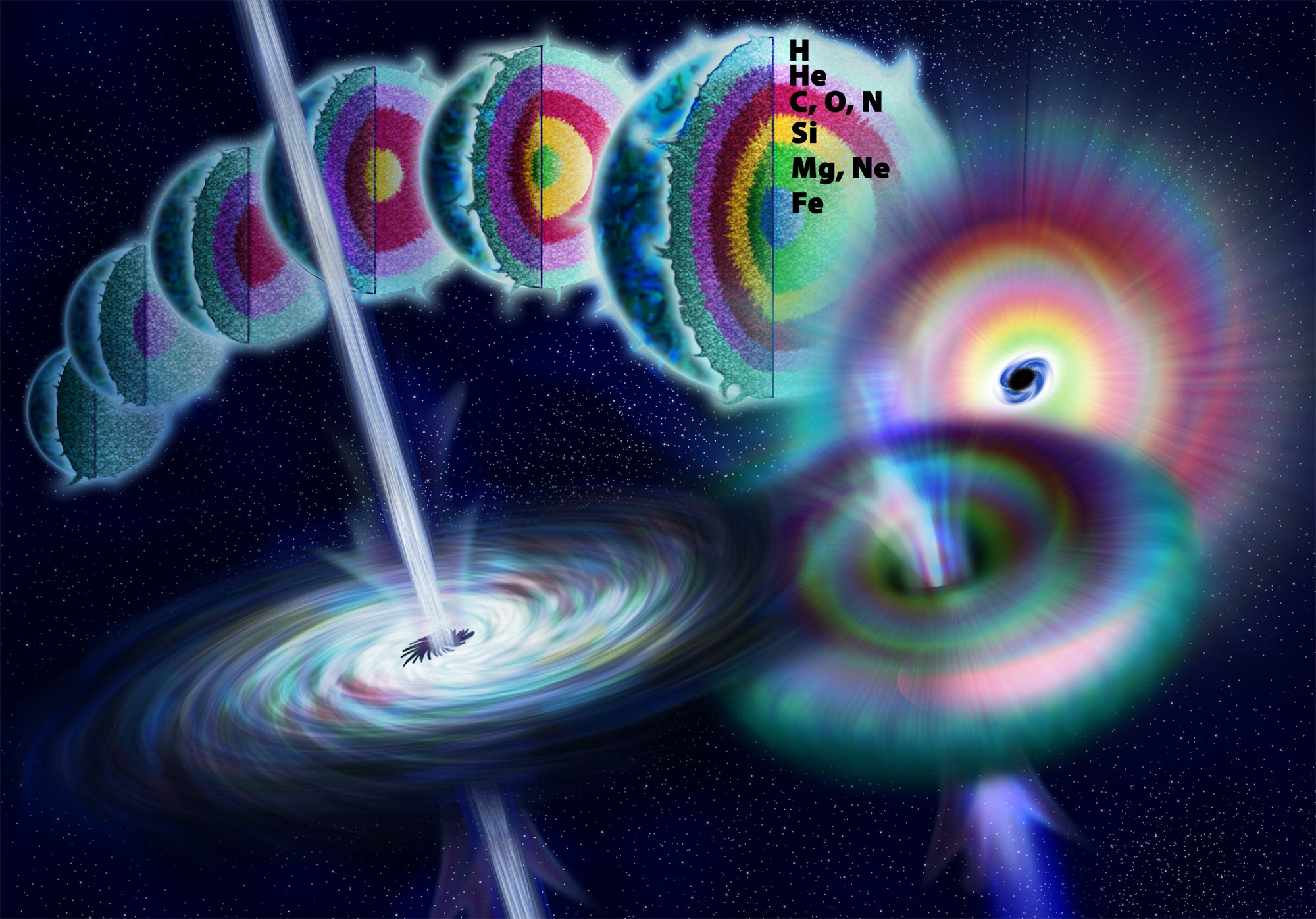
Il·lustració artística que mostra la vida d'una estrella massiva en procés de fusió nuclear convertint els elements més lleugers en altres més pesants. Quan la fusió ja no genera la pressió suficient per contrarestar la gravetat, l'estrella es col·lapsa ràpidament per formar un forat negre. Teòricament, l'energia pot ser alliberada durant el col·lapse al llarg de l'eix de rotació per formar un esclat de raigs gamma.

En astrofísica es coneix com a esclat de raigs gamma, explosió de raigs gamma o simplement GRB (de l'anglès gamma-ray burst) una font intensa i breu de raigs gamma associada amb explosions extremadament energètiques en galàxies distants. Es tracta del fenomen físic més lluminós i intens de l'univers, que produeix una gran quantitat d'energia en feixos breus de raigs gamma que poden durar des d'uns segons fins a unes poques hores. Els més llargs són seguits per una radiació romanent, més feble, en raigs X, coneguda en termes tècnics com a luminescència residual. Els esclats de raigs gamma ocorren en posicions aleatòries en el cel sense que se'n pugui predir l'aparició. Les diferents teories sobre l'origen requereixen fenòmens molt violents, com explosions de supernoves. A causa del fet que la radiació gamma no travessa l'atmosfera terrestre, aquests fenòmens només poden detectar-se des de l'espai, si bé la luminescència residual pot ser observada amb telescopis terrestres.
Es creu que molts dels GRB són feixos molt col·limats amb radiació intensa produïda a causa d'una supernova, quan una estrella de ràpida rotació i gran massa es col·lapsa per formar un forat negre. Una subclasse de GRB (denominats «esclats curts») semblen ser originats per un procés diferent, possiblement la fusió d'estrelles binàries de neutrons; mentre que els «esclats llargs» semblen derivar-se a causa de la mort d'estrelles massives; és a dir, per una supernova, o fins i tot, per una hipernova. Els dos tipus d'esclats es diferencien pel seu temps de durada: els primers solen durar menys de dos segons, mentre que els altres tendeixen a allargar-se durant més temps.
Les fonts dels GRB es troben a milers de milions d'anys llum de distància de la Terra, la qual cosa implica que les explosions són extremadament energètiques (s'ha comprovat que un esclat típic pot generar la mateixa energia que el Sol en un període de deu mil milions d'anys) i extremadament rares (algunes per galàxia cada milió d'anys). Tots els GRB observats s'han originat fora de la Via Làctia, encara que una classe de fenòmens relacionats, les flamarades de raigs gamma suaus, s'associen amb els magnetars dins de la Via Làctia. S'ha establert la hipòtesi que un esclat de raigs gamma en la Via Làctia va poder haver estat la causa d'una extinció massiva a la Terra.
Els esclats de raigs gamma còsmics van ser descoberts el 1967 per la sèrie de satèl·lits estatunidencs Vela, la missió dels quals era la detecció d'explosions i proves nuclears fetes per la Unió Soviètica. Els satèl·lits Vela van detectar unes explosions ocasionals de raigs gamma d'origen desconegut. Encara que les dades recollides pels Vela eren de molt baixa resolució angular, el 1973 investigadors en el Laboratori Nacional Los Alamos a Nou Mèxic van ser capaços de determinar que aquests esclats procedien de l'espai i no de proves realitzades a la Terra.
El 21 de novembre de 2013, la NASA va publicar les dades detallades sobre un dels esclats de raigs gamma més forts, designat GRB 130427A, que es va observar el 27 d'abril de 2013.

## Història del descobriment

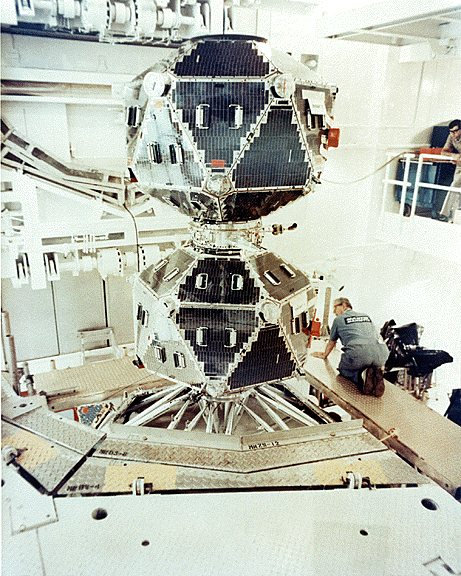
Satèl·lits Vela 5A i B

Els esclats de raigs gamma van ser observats per primera vegada el 1967 pels satèl·lits nord-americans Vela, que van ser construïts per detectar polsos de radiació gamma emesos per les armes nuclears provades a l'espai. Els Estats Units van sospitar que les forces de l'URSS intentaven conduir en secret proves nuclears després de la signatura del Tractat de prohibició parcial de proves nuclears en el 1963. El 2 de juliol de 1967, a les 14:19 UTC, els satèl·lits Vela 3 i Vela 4 van detectar un centelleig de raigs gamma mai vist abans en qualsevol arma nuclear coneguda. Indecisos sobre què havia passat però no considerant-ho un problema particularment urgent, l'equip en el Laboratori Científic de Los Álamos, liderat per Ray Klebesadel, va guardar les dades per a la seva posterior anàlisi. Es van enviar a l'espai nous satèl·lits Vela amb millor instrumentació i l'equip de Los Álamos continuava trobant esclats de raigs gamma inexplicables en les seves dades. Analitzant les diferències en el temps de detecció de cada esclat pels diferents satèl·lits, l'equip va ser capaç de determinar les posicions aproximades en el cel de setze dels esclats i definitivament van descartar el seu origen solar o terrestre. El descobriment va deixar de ser considerat classificat i va ser publicat en el 1973 en Astrophysical Journal amb el títol d'«Observacions d'Esclats de Raigs Gamma d'Origen Còsmic».

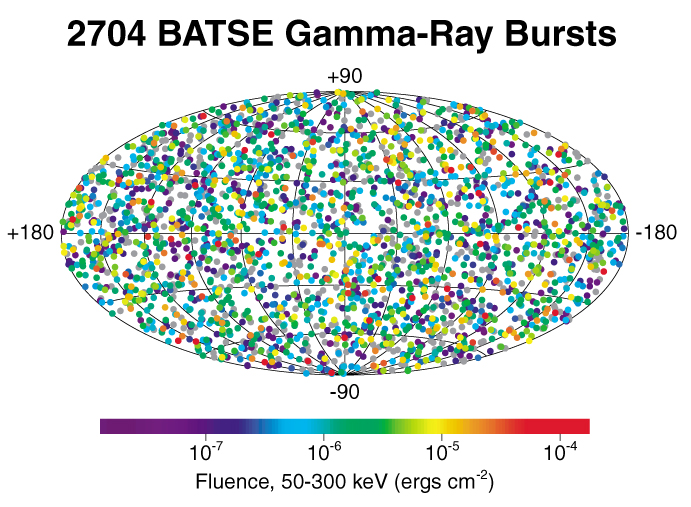
Imatge del satèl·lit BATSE mostrant les posicions en el cel on han estat detectats esclats de raigs gamma. La distribució d'aquests és isòtropa, sense concentració cap al pla de la Via Làctia, que s'estén horitzontalment a través del centre de la imatge. Autoria: G. Fishman et al., BATSE, CGRO, NASA.

Van sorgir una gran quantitat de teories per explicar aquests esclats, moltes de les quals suggerien que aquests havien tingut el seu origen en la Via Làctia. Va haver-hi escassos avanços fins al 1991, quan es va crear l'Observatori de raigs gamma Compton i el seu experiment "Burst And Transient Source Experiment" (BATSE), un detector de raigs gamma amb una gran sensibilitat. Aquest instrument va proporcionar informació crucial que indicava que la distribució dels GRB era isòtropa —no esbiaixada cap a qualsevol direcció en particular a l'espai, com el pla galàctic o el centre galàctic. A causa de la forma aplanada de la Via Làctia, les fonts dins de la nostra pròpia galàxia es concentren sobretot prop del pla galàctic pel qual l'absència d'un patró en el cas dels GRB aportava proves concloents que aquests provenen de més enllà de la Via Làctia. No obstant això, alguns models alternatius consideren que les estrelles de neutrons que escapen de la Via Làctia a gran velocitat estan distribuïdes de forma isòtropa en visió des de la Terra i podrien ser les fonts dels esclats de raigs gamma.

### Objectes de contrapartida com a origen
Dècades després del descobriment dels GRB, els astrònoms buscaven una contrapartida: un objecte astronòmic la posició del qual coincidís amb la de l'esclat observat. Els astrònoms van considerar gran diversitat d'objectes, incloent-hi nanes blanques, púlsars, supernoves, cúmuls globulars, Quàsars, Galàxies Seyferts, i objectes BL Lac. Les cerques van ser infructuoses, i en alguns pocs casos, per a esclats particularment ben localitzats (les posicions dels quals es van determinar amb el que llavors es considerava alta exactitud) era clar que no existien objectes brillants de qualsevol naturalesa consistents amb la posició derivada de la detecció dels satèl·lits. Això suggeria que el seu origen estava en estrelles molt febles o en galàxies extremadament llunyanes. Fins i tot, les posicions millor calculades es corresponien amb diverses estrelles o galàxies febles i era àmpliament acceptat que la resolució de l'enigma sobre l'origen dels esclats de raigs gamma requeriria tant satèl·lits nous com una comunicació ràpida.

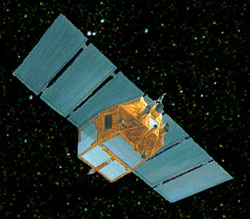
El satèl·lit italo-danès BeppoSAX, llançat l'abril de 1996, va proporcionar les primeres posicions exactes dels esclats de raigs gamma, permetent observacions de seguiment i identificació de les fonts.

### Luminescència
Diversos models sobre l'origen dels raigs gamma postulaven que l'esclat inicial de raigs gamma hauria d'estar seguit per una emissió en longituds d'ona majors que s'esvairia lentament. L'origen d'aquesta emissió són les col·lisions entre el material expulsat durant l'explosió estel·lar i el gas interestel·lar. Les primeres cerques per a aquesta «luminescència» (denominada luminescència residual) van ser fallides, en gran part a causa de les dificultats per observar ràpidament la posició de l'esclat en aquestes longituds d'ona immediatament després de l'explosió inicial. El gran avanç va arribar al febrer de 1997 quan el satèl·lit artificial BeppoSAX va detectar un esclat de raigs gamma (GRB 970228) i la seva càmera de raigs X va detectar l'emissió decreixent en raigs X. El telescopi William Herschel de La Palma va identificar 20 hores més tard una contrapartida òptica que també es va esvair. Un cop es va esvair el GRB, les imatges van permetre identificar una feble i distant galàxia en direcció a la luminescència òptica del GRB.
A causa de la lluminositat tan feble d'aquesta galàxia, durant molts anys no es va poder mesurar la distància exacta. Anteriorment, es va produir un gran avanç amb el següent esdeveniment registrat per BeppoSAX, el GRB 970508. Aquest esdeveniment va ser localitzat només quatre hores després del descobriment, permetent als equips de cerca començar a fer observacions més ràpides que en qualsevol altre esclat. L'espectre de l'objecte va revelar un corriment roent de 0,835 ≤ z ≤ 2,3, tenint lloc l'esclat a 6 × 10⁹, és a dir, a mil milions d'anys llum de la Terra. Aquesta va ser la primera vegada que es va determinar la distància d'un GRB, i juntament amb el descobriment de la galàxia que albergava el GRB 970228 es va poder aclarir que aquests esclats ocorren a distàncies extremadament llunyanes. Després d'uns mesos, la controvèrsia sobre l'escala de la distància va acabar: els GRB eren esdeveniments extragalàctics que tenien lloc en galàxies molt llunyanes i febles. L'any següent, GRB 980425 va ser seguit per una brillant supernova (SN 1998bw), fet que indicà una clara connexió entre els GRB i les morts d'estrelles massives. Aquesta explosió va proporcionar la primera pista important sobre la naturalesa dels sistemes que produeixen els GRB.
El satèl·lit BeppoSAX va funcionar fins al 2002 i l'Observatori de raigs Gamma Compton (amb el BATSE) va ser tret d'òrbita l'any 2000. No obstant això, la revolució en l'estudi dels esclats de raigs gamma va motivar el desenvolupament d'un nombre addicional d'instruments dissenyats específicament per explorar la naturalesa dels GRB, particularment als primers moments després de l'explosió. La primera missió, HETE-2, llançada el 2000 i que va funcionar fins al 2006, va proveir la quantitat més gran de descobriments obtinguts durant aquest període. Una de les més reeixides missions espacials, Swift, va ser llançada en 2004 i fins a l'octubre de 2013 segueix operativa havent descobert 800 GRB. Swift compta amb un detector de raigs gamma molt sensible així com amb telescopis òptics i de raigs X. Els instruments poden girar de forma ràpida i automàtica per observar la luminescència residual que segueix a un GRB. L'11 de juny de 2008 la missió Fermi va ser llançada portant el Monitor de GRB, el qual detecta esclats a un ritme de diversos centenars per any, alguns dels quals són prou brillants per ser observats a energies extremadament altes amb el Telescopi de Gran Àrea. Mentrestant, a la Terra, nombrosos telescopis òptics havien estat construïts o modificats per incorporar tecnologia robòtica perquè responguessin immediatament a les alertes rebudes des de la Gamma-ray Burst Coordinates Network. Això va permetre apuntar ràpidament els telescopis cap als GRB, sovint en qüestió de segons des de la recepció del senyal d'alerta i mentre l'esclat de raigs gamma encara tenia lloc.
Els avanços en la primera dècada del segle xxi inclouen el reconeixement dels esclats de raigs gamma de curta durada com una classe a part (probablement a causa de la fusió d'estrelles de neutrons i no associat amb les supernoves), el descobriment d'activitat estesa, erràtica i en forma de flamarades en longituds d'ona de raigs X que dura diversos minuts després de la majoria dels GRB, i el descobriment dels objectes més lluminosos (GRB 080319B) i més distants (GRB 090423) en l'Univers.

## Causes

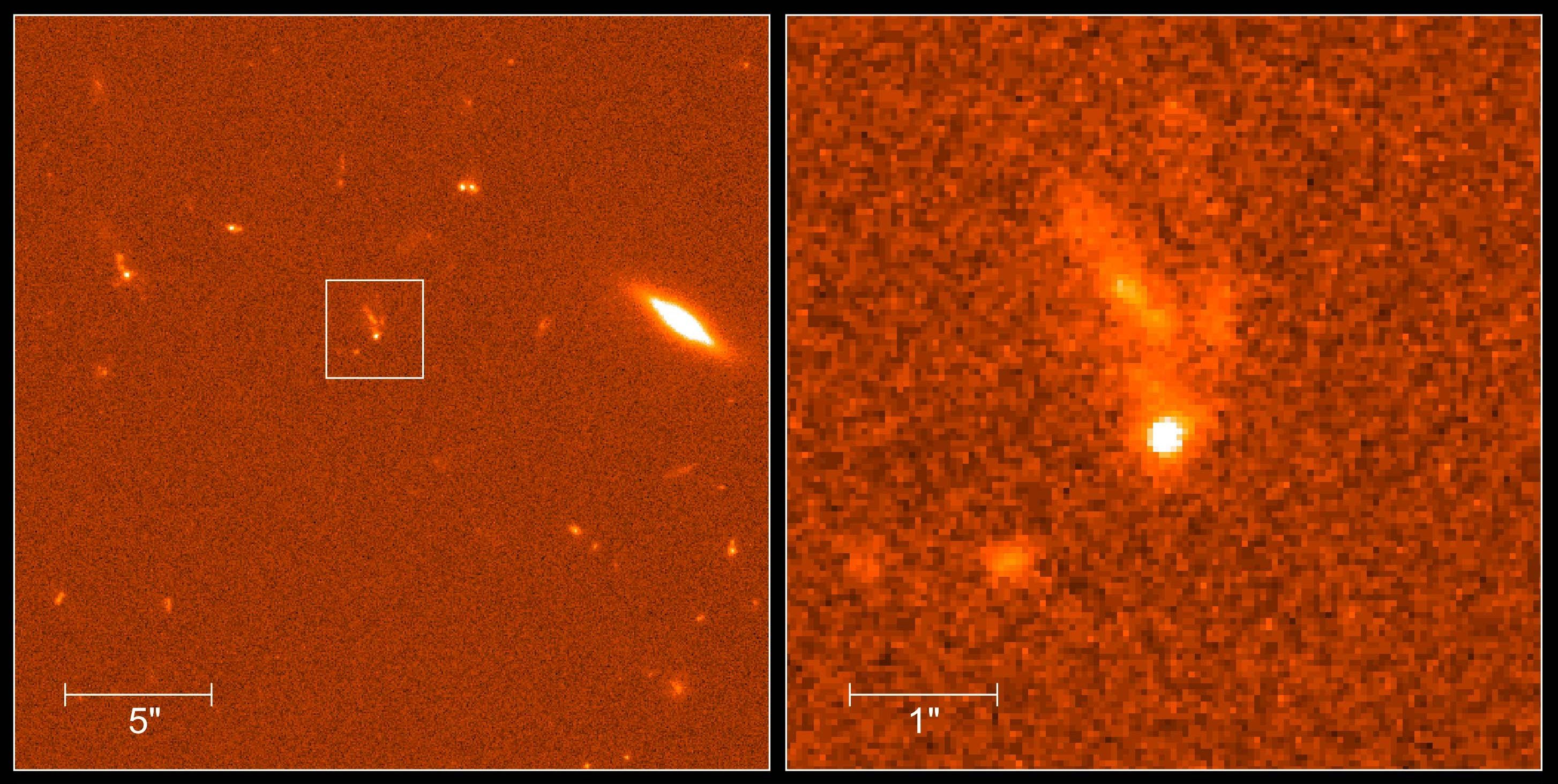
Luminescència residual de l'esclat de raigs gamma GRB 990123 del 23 de gener de 1999. L'objecte sobre el GRB és la galàxia on s'ha originat, que sembla estar en procés de col·lisió amb una altra galàxia.

La combinació entre la lluminositat observada i la distància dels primers esdeveniments descoberts com el GRB 990123 van conduir a proposar dos tipus de teories sobre aquests esdeveniments astrofísics.
- Si la radiació gamma s'emet de manera isòtropa en totes les direccions de l'espai, la quantitat d'energia produïda per l'explosió seria equivalent a la conversió en energia de la massa completa d'una estrella d'1,3 vegades la massa del Sol, convertida tota ella en radiació gamma. En les longituds d'ona visibles una explosió semblant dintre de la nostra pròpia galàxia i a una distància d'uns 2.000 anys llum seria visible des de la Terra amb una lluentor dues vegades superior a la del Sol.
- La segona possibilitat és que els esclats gamma no es produeixen en totes les direccions de l'espai sinó que tan sols s'emetin en una regió estreta, en forma de doll de partícules. Aquesta explicació alternativa també implicaria grans quantitats d'energia però en aquest cas de l'ordre de l'alliberada en les explosions de supernoves i requeriria unes condicions físiques menys extremes.

En ambdós casos els astrofísics havien de trobar un mecanisme convincent capaç de produir les enormes quantitats d'energia requerides. Una possibilitat consistiria en la col·lisió d'objectes massius, com estrelles de neutrons o entre una estrella de neutrons i un forat negre. Una altra proposta era que els esclats es podrien produir en les explosions de supernoves d'estrelles molt grans, conegudes com a «hipernoves».
Les observacions del Hubble mostraren que GRB 990123 estava associat a una galàxia jove. Les col·lisions d'estrelles massives en una galàxia d'aquest tipus no es consideren molt probables, ja que la densitat requerida d'estrelles mortes resultaria inconsistent amb l'edat de la galàxia. D'altra banda, les supernoves ocorren amb major freqüència en galàxies joves amb abundant formació estel·lar, atès que les estrelles més massives que acaben les seves vides com supernoves tenen temps de vida comparativament curts.
El model de supernoves tenia problemes per explicar la gran quantitat d'energia emesa. El problema podia solucionar-se en part si els esclats gamma s'emetessin de forma fortament direccional, en dolls d'ejecció com els que es troben en algunes estrelles i galàxies durant successos violents. Una altra explicació suggerida per a la lluminositat dels esclats era que la llum podria ser enfocada per un fenomen de lent gravitacional originat per una galàxia massiva entre la Terra i la font de l'esclat. Els astrofísics Bohdan Paczynski de la Universitat de Princeton i Stan Woosley de la Universitat de Califòrnia a Santa Cruz, van suggerir independentment que els GRB podrien produir-se durant el col·lapse explosiu d'una estrella massiva en un forat negre, amb l'energia enfocada en dolls d'ejecció.

### Últims resultats
La tardor de 2001 es va publicar l'anàlisi de les luminescències residuals de 17 GRB, imposant uns límits a l'amplària angular dels dolls de tan sols uns pocs graus. La quantitat d'energia emesa en aquests GRB seria d'uns 1044 J, comparables amb l'energia alliberada per una explosió de supernova lleugerament més intensa que la mitjana. Si els GRB es produeixen en dolls tan estrets, potser només un entre 500 esclats es pot veure des de la Terra. En aquest cas es tractaria de fenòmens molt comuns a l'univers i els astrònoms podrien potser observar luminescències residuals orfes exactament com les produïdes pels GRB però no associades a un GRB específic. La durada dels esclats observats sembla indicar l'existència d'esclats de major durada i de més curts. Actualment el model d'hipernoves sembla el més prometedor per als GRB més llargs, amb l'energia produïda en el col·lapse enfocada en dolls d'ejecció paral·lels a l'eix de rotació de l'estrella. Els GRB més curts semblen ajustar-se millor al model de col·lisió d'estrelles de neutrons.
En l'actualitat existeixen satèl·lits específics per a la localització d'esclats de raigs gamma. En particular el US High Energy Transient Explorer 2 (HETE-2), posat en òrbita el 9 d'octubre del 2000, ha demostrat ser una eina de gran utilitat. Altres observatoris espacials com l'observatori de raigs X Chandra permeten obtenir detalls de l'emissió d'alta energia posterior al GRB principal. El Swift Gamma Ray Burst Explorer és un satèl·lit més avançat, en funcionament des d'abril del 2005. El 5 de maig de 2005 va detectar i va seguir un esdeveniment GRB l'anàlisi del qual sembla indicar la col·lisió de dues estrelles de neutrons.

## Classificació

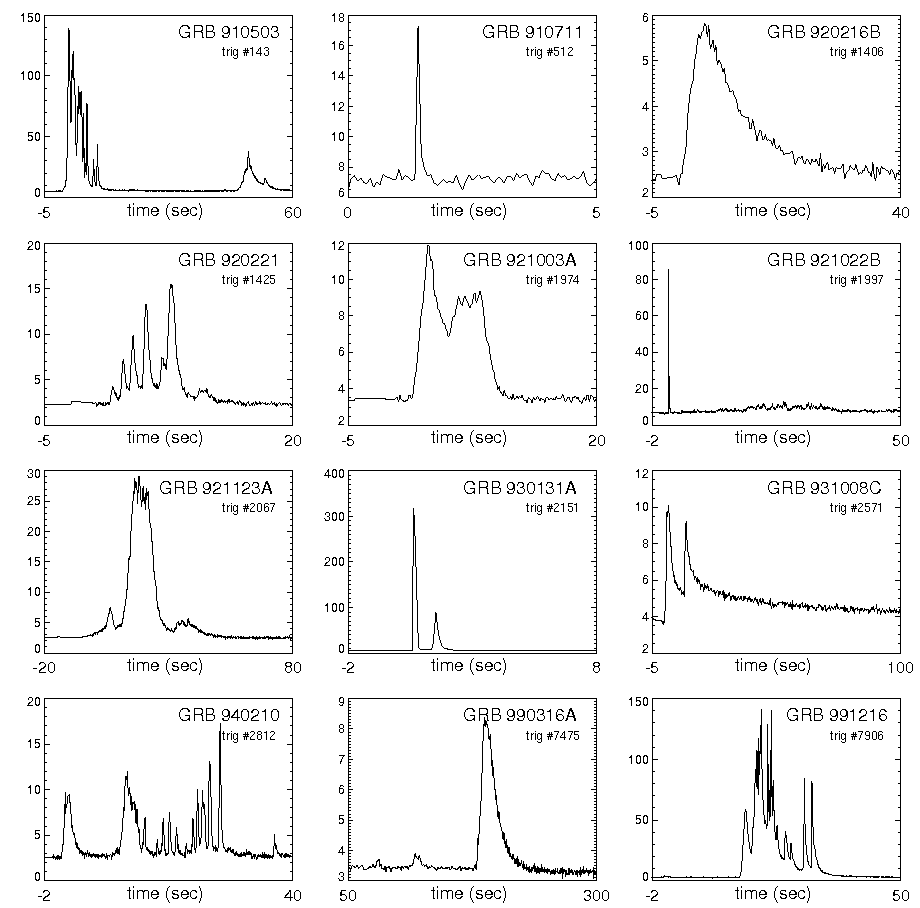
Corbes de llum de GRBs

Encara que les fonts astronòmiques transitòries tenen comportaments simples i consistents en el temps (típicament un abrillantament sobtat seguit d'una disminució gradual de la lluminositat), les corbes de llum dels esclats de raigs gamma són extremadament diverses i complexes. No hi ha dues corbes de llum de GRB que siguin idèntiques, existint gran variació observada en cada propietat: la durada de l'emissió observable poden variar des d'uns mil·lisegons a desenes de minuts, pot haver-hi un màxim o subpulsos individuals, i els màxims individuals poden ser simètrics o amb abrillantament ràpid i esvaïment lent. Alguns esclats solen ser precedits per un esdeveniment «precursor», que és un esclat feble seguit (després d'uns segons o minuts) per un «veritable» episodi explosiu. Les corbes de llum d'alguns esdeveniments tenen perfils summament complexos amb gairebé cap patró discernible.
Encara que algunes corbes de llum poden reproduir-se de forma aproximada usant models simples, s'ha avançat poc en la comprensió de tota la diversitat observada. S'han proposat molts sistemes de classificació, però sovint es basen únicament en les diferències en l'aparença de les corbes de llum i no sempre reflecteixen una diferència física real en els progenitors de les explosions. No obstant això, les gràfiques de la distribució de la durada observada per a una gran quantitat de GRB mostren una bimodalitat, el que suggereix l'existència de dues poblacions separades: una població «curta» amb una durada mitjana d'aproximadament 0,3 segons i una població «llarga» amb una durada de 30 segons. Ambdues distribucions són molt àmplies amb una important regió de superposició en la qual la identificació d'un esdeveniment donat no pot realitzar-se només a partir la seva durada. A causa d'això s'han proposat classes addicionals, tant de forma observacional com a teòrica.

### Esclats de raigs gamma llargs
La majoria dels esdeveniments tenen una durada d'aproximadament dos segons i, per tant, se'ls classifica com a esclats de raigs gamma llargs. A causa que aquests esdeveniments constitueixen la majoria de la població i perquè solen tenir les luminescències residuals més brillants, han estat més estudiats que els esclats curts. Gairebé tots els esclats llargs ben estudiats han estat associats amb galàxies amb una ràpida formació estel·lar i en molts casos amb supernoves tipus II, la qual cosa sense cap dubte enllaça els GRB amb la mort d'estrelles massives.

### Esclats de raigs gamma curts

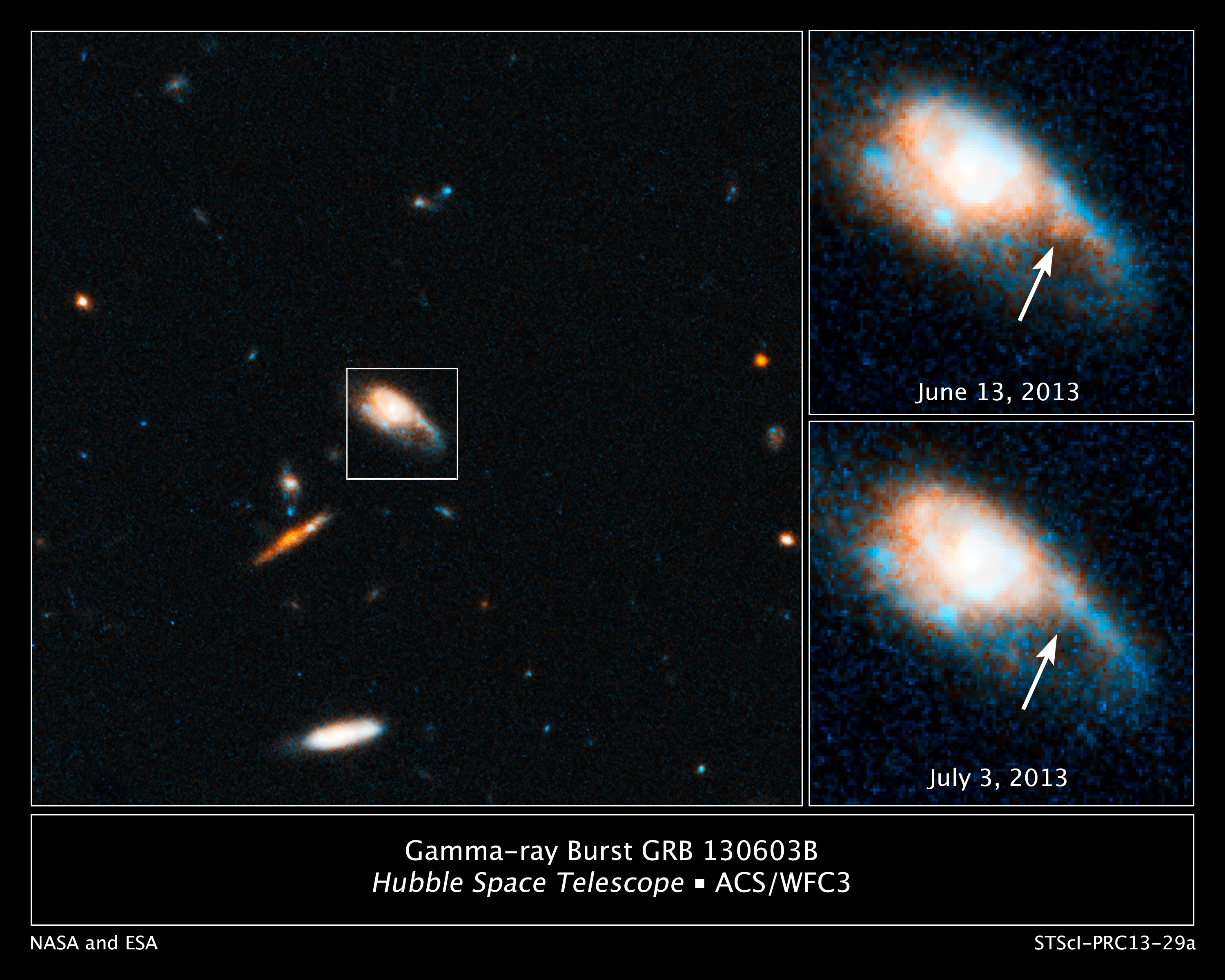
El Hubble captura la brillantor en infraroig d'una explosió kilonova.

Els esdeveniments amb una durada menor que dos segons es classifiquen com a esclats de raigs gamma curts. Fins al 2005 no havien estat detectades luminescències residuals associades als esdeveniments curts i poc se sabia sobre el seu origen. Des de llavors, una gran quantitat de GRB han estat localitzats juntament amb la seva luminescència residual en regions amb poca o gairebé cap formació estel·lar, incloent-hi les grans galàxies el·líptiques i el medi intracúmul. Això exclou una possible associació amb la mort d'estrelles massives, confirmant que els esdeveniments curts són físicament diferents dels llargs. La naturalesa real d'aquests esclats (i fins i tot la precisió del sistema de classificació actual) encara és desconeguda, encara que la teoria actual és que sorgeixen de les fusions d'estrelles binàries de neutrons. Una petita fracció dels esclats de raigs gamma curts està associada probablement amb un fenomen que ocorre en galàxies properes, conegut com a flamarades de raigs gamma suaus.

### Esclats de raig gamma ultra llargs
Aquests esdeveniments són a l'extrem final dels GRB llargs en distribució de durada i han estat proposats per formar una classe separada, possiblement el resultat del col·lapse d'una estrella supergegant blava. Només un petit nombre han estat identificat fins ara, la seva característica principal és la durada de l'emissió de raigs gamma de més de 1000 segons i, almenys en alguns casos, l'origen en galàxies amb formacions estel·lars petites i intensives. Exemples dels GRBs ultrallargs poden incloure 101225A, 091024A, 111209A, 121027A, i 130925A.

### Esdeveniments d'interrupció de marea
Aquest nou tipus d'esdeveniments GRB van ser els primers descoberts en la detecció del GRB 110328A per la Swift Gamma-Ray Burst Mission el 28 de març de 2011. Aquest esdeveniment tenia una duració de raigs gamma de 2 dies, més llarg que els GRBs ultra llargs, i va ser detectat en raigs X durant mesos. Va passar al centre d'una petita galàxia el·líptica al corriment roent z = 0,3534. Hi ha un debat en curs sobre si l'explosió va ser el resultat del col·lapse estel·lar o un esdeveniment d'interrupció de marea acompanyat per un raig relativista, encara que aquesta última explicació ha estat àmpliament afavorida.
Un esdeveniment d'interrupció de marea d'aquest tipus és quan una estrella interacciona amb un forat negre supermassiu triturant l'estrella, i en alguns casos la creació d'un raig relativista que produeix emissió brillant en radiació de raigs gamma. L'esdeveniment GRB 110328A (també denotat Swift J1644+57) es va argumentar inicialment que es produeix per l'alteració de la seqüència principal d'una estrella per un forat negre de diversos milions de vegades la massa del Sol, encara que posteriorment s'ha argumentat que pot ser més probable la interrupció d'una nana blanca per un forat negre de massa d'unes 10 mil vegades el Sol.

## Energia i radiació

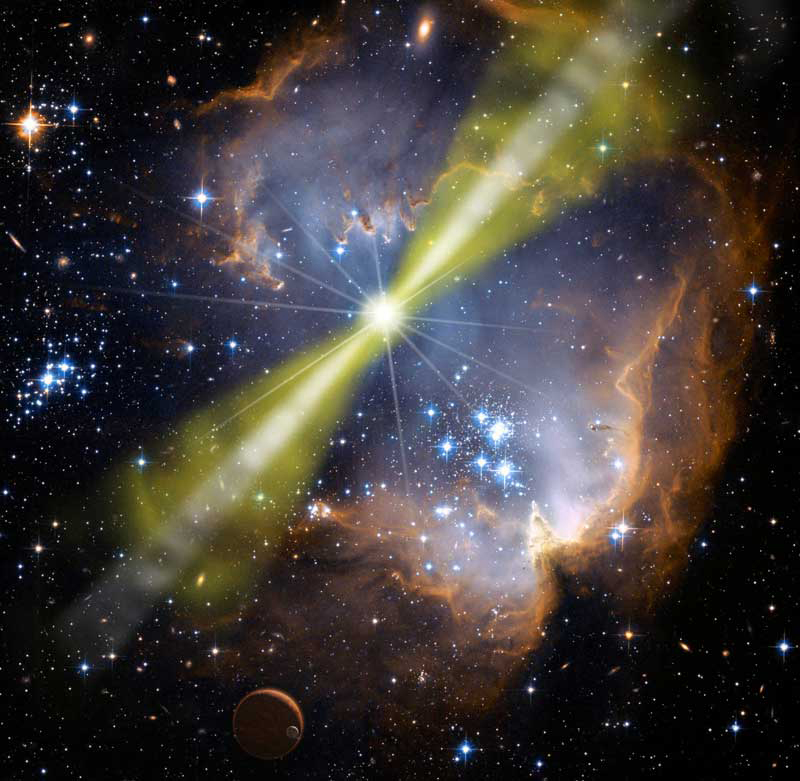
Il·lustració artística d'un esclat brillant de raigs gamma en una regió de formació estel·lar. L'energia de l'explosió es projecta en dos dolls estrets en direccions oposades. Autoria: NASA/Swift/Mary Pat Hrybyk-Keith i John Jones.

Els esclats de raigs gamma són molt brillants en observar-se des de la Terra, malgrat les distàncies típicament immenses. Un GRB llarg normal té un flux bolomètric comparable a la d'una estrella brillant de la nostra galàxia, malgrat la distància de milers de milions d'anys llum (en lloc d'unes desenes d'anys llum per a la majoria d'estrelles). La major part d'aquesta energia s'allibera com a raigs gamma, encara que alguns GRB també tenen contrapartides òptiques extremadament lluminoses. Per exemple, el GRB 080319B estava acompanyat d'una contrapartida òptica que va arribar en el seu màxim a una magnitud aparent de 5,8, comparable a les estrelles més tènues visibles a simple vista malgrat la distància de l'esclat de 7,5 milers de milions d'anys llum. Aquesta combinació de lluentor i distància requereix una font extremadament energètica. Suposant que l'explosió de raigs gamma fos esfèrica, l'emissió d'energia de GRB 080319B seria al voltant de 100 cops l'energia equivalent a la massa en repòs del Sol (l'energia que s'alliberaria si el Sol es convertís per complet en radiació).
Cap procés conegut de l'Univers pot produir aquesta quantitat d'energia en tan curt període. No obstant això, es pensa que els esclats de raigs gamma consisteixen en explosions altament direccionals, on la major part de l'energia de l'explosió es focalitza en estrets dolls relativistes que viatgen a velocitats superiors al 99,995% de la velocitat de la llum. L'amplària angular aproximada del doll (en altres paraules, el grau de concentració del doll) pot estimar-se directament observant els «patrons del doll» en les corbes de lluminositat de la luminescència residual, això és el període temporal després del qual la luminescència residual comença sobtadament i ràpidament a esvair-se, a causa que el doll minora la seva velocitat i deixa de projectar la seva radiació tan eficaçment com abans. Les observacions suggereixen variacions significatives en l'angle del doll d'entre 2 i 20 graus.
A causa que l'energia s'emet de forma tan direccional, s'esperaria que els raigs gamma emesos per la majoria d'esclats no arribessin a la Terra i no fossin detectats mai, però quan un esclat de raigs gamma es dirigeix a la Terra, la concentració de la seva energia en un feix relativament estret provoca que l'esclat sembli més brillant del que seria si la seva energia s'emetés esfèricament. Quan es pren aquest efecte en compte, s'observa que els esclats de raigs gamma tenen un alliberament d'energia d'uns 1044 J, o l'equivalent energètic d'1/2000 masses solars. Això és comparable a l'energia alliberada en una supernova tipus Ib/c (a vegades denominada hipernova), trobant-se dins de l'abast dels models teòrics existents. S'han observat supernoves molt brillants acompanyant a diversos dels GRB més propers. Les observacions de les fortes asimetries en l'espectre de les supernoves de tipus Ic recolzen la teoria de la forta direccionalitat dels GRB. També ho fan les observacions en ràdio dels esclats preses molt temps després quan els seus dolls ja no són relativistes.
Els GRB curts semblen provenir d'una població amb desplaçament roent inferior (són més propers), i són menys brillants que els GRB llargs. El grau de projecció dels esclats curts no ha estat mesurat de manera exacta, però tenen menys probabilitats de ser tan direccionals com els GRB llargs, o possiblement no siguin direccionals en absolut en alguns casos.

## Progenitors

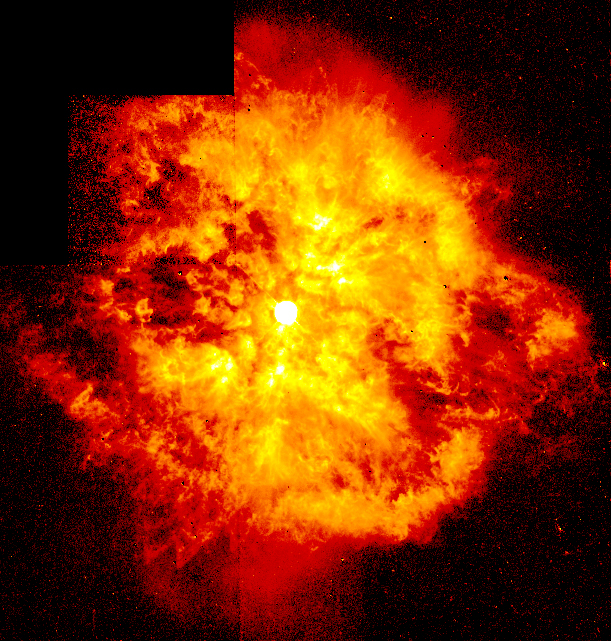
Imatge del Telescopi espacial Hubble de l'estrella de Wolf-Rayet WR 124 i la nebulosa que l'envolta. Es creu que les estrelles de Wolf-Rayet puguin ser progenitores dels esclats de raigs gamma de llarga durada.

A causa de les immenses distàncies de la majoria de fonts d'esclats de raigs gamma pel que fa a la Terra, la identificació dels seus progenitors, els sistemes que produeixen aquestes explosions, és realment complicada. L'associació d'alguns esclats de raigs gamma llargs amb supernoves i el fet que les seves galàxies amfitriones formen estrelles molt ràpidament ofereixen proves importants sobre que els GRB s'associen amb les estrelles massives; emeten la seva energia en un doll colimat. El mecanisme més àmpliament acceptat sobre l'origen dels GRB de llarga durada és el model del col·lapse, en el qual el nucli d'una estrella extremadament massiva, de baixa metal·licitat i rotació ràpida, es col·lapsa en un forat negre en les etapes finals de la seva evolució. La matèria propera al nucli de l'estrella cau cap al centre i gira cap a l'interior d'un disc d'acreció d'alta densitat. La caiguda d'aquesta matèria cap al forat negre genera una parella de dolls relativistes en la direcció de l'eix rotacional, que empenyen amb força la capa superior de l'estrella travessant finalment la seva superfície i sent irradiats com a raigs gamma. No obstant això, alguns models alternatius substitueixen el forat negre per una magnetar recentment formada, encara que la majoria dels altres aspectes del model (el col·lapse del nucli d'una estrella massiva i la formació de dolls relativistes) romanen iguals.
Les estrelles galàctiques més semblants a les quals produeixen els esclats de raigs gamma llargs són segurament les estrelles de Wolf-Rayet, estrelles massives extremadament calentes que han perdut gairebé tot el seu hidrogen a causa de la pressió de radiació. S'han identificat com a possibles progenitores d'esclats de raigs gamma a Eta Carinae i WR 104. Encara es desconeix si alguna estrella de la Via Làctia té les característiques necessàries per produir un esclat de raigs gamma.
El model del col·lapse d'una estrella massiva probablement no explica tots els tipus d'esclats de raigs gamma. Existeix una forta evidència que alguns esclats de raigs gamma de curta durada tenen lloc en sistemes que manquen de formació estel·lar i en els quals no hi ha cap estrella massiva present, com el cas de l'halo galàctic i l'espai intergalàctic. La teoria més acceptada per a l'origen de la majoria d'esclats de raigs gamma curts consisteix en la fusió d'un sistema binari de dues estrelles de neutrons. Segons aquest model, les dues estrelles del sistema binari girarien lentament una cap a l'altra a causa de l'alliberament d'energia en forma d'ones gravitatòries, fins que les estrelles de neutrons, sobtadament, es facin trossos entre elles per les forces de marea i es produeixi el col·lapse en un forat negre. La caiguda de la matèria en el forat negre en forma de disc d'acreció produiria una explosió, similar a la del model del col·lapse. Molts altres models s'han proposat també per explicar els esclats de raigs gamma curts, incloent-hi la fusió d'una estrella de neutrons i un forat negre, el col·lapse induït d'una estrella de neutrons o l'evaporació de forats negres primordials.

## Mecanismes d'emissió
Encara es coneix molt poc sobre la manera en què els esclats de raigs gamma transformen l'energia en radiació, i fins al 2007 seguia sense adoptar-se un model general acceptat sobre com té lloc aquest procés. Qualsevol model d'emissió de GRB ha d'explicar el procés físic per generar emissions de raigs gamma que es corresponguin amb les diverses corbes lumíniques, espectre i altres característiques observades. La necessitat d'explicar una eficiència energètica tan extrema, com s'infereix d'algunes explosions, segueix sent el gran desafiament a batre: alguns esclats de raigs gamma poden convertir fins a la meitat (o més) de l'energia de l'explosió en raigs gamma. Les observacions recents de la brillant contrapartida òptica de GRB 080319B, la corba lumínica de la qual s'ha correlacionat amb la corba lumínica dels raigs gamma, suggereixen que l'efecte Compton invers pot ser el procés dominant en alguns esdeveniments. En aquest model, els fotons de baixa energia preexistents es dispersen a causa dels electrons relativistes que es troben dins de l'explosió, incrementant la seva energia de forma considerable i transformant-los en raigs gamma.
Es coneix millor la naturalesa de la luminescència residual observada a majors longituds d'ona (des dels raigs X a ràdio) que segueix als esclats de raigs gamma. Tota l'energia alliberada per l'explosió que no s'irradia amb el mateix esclat, pren la forma de matèria o energia que s'expandeix a una velocitat propera a la de la llum. Quan aquesta matèria xoca amb el gas interestel·lar, crea una ona de xoc relativista que es propaga a l'espai interestel·lar. Una segona ona de xoc, l'ona reflectida, pot propagar-se de retorn cap a la matèria expulsada. Els electrons extremadament energètics dins de l'ona de xoc són accelerats per poderosos camps magnètics locals i radiats com a emissió sincrotró al llarg de la majoria de l'espectre electromagnètic. Aquest model en general ha tingut èxit a l'hora de modelar la conducta de moltes luminescències residuals observades en moments tardans (en general, d'hores a dies després de l'explosió), encara que existeixen dificultats per explicar totes les característiques de les luminescències residuals poc temps després que tingui lloc l'esclat de raigs gamma.

## Freqüències i impacte en la vida

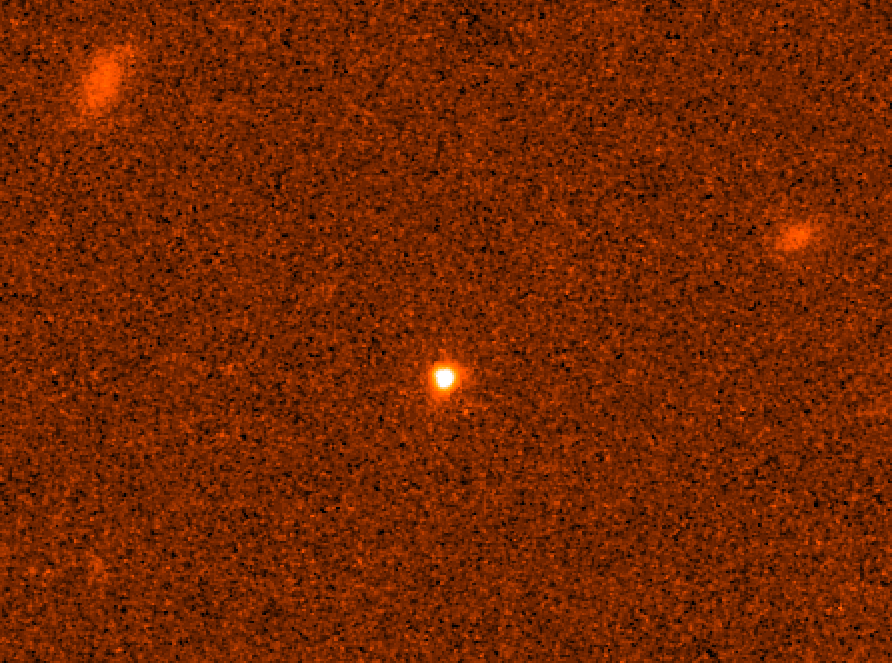
Luminescència visible del GRB 970508 observada un mes després de la detecció de l'esclat. Els esclats sovint són acompanyats per altres fenòmens de llarga o curta durada. Un esclat es caracteritza per la seva forta lluminositat.

Els satèl·lits que orbiten al voltant de la Terra detecten actualment una mitjana d'un esclat de raigs gamma al dia. Com els esclats de raigs gamma són visibles a distàncies que abasten la major part de l'univers observable, un volum que abasta molts milers de milions de galàxies, això suggereix que els esclats de raigs gamma són successos extremadament rars en cada galàxia. El mesurament d'una taxa determinada és complicada, però per a una galàxia de grandària comparable a la Via Làctia, la taxa benvolguda (de GRB llargs) és d'aproximadament un per cada 100.000 a 1.000.000 anys. Només un petit percentatge brillarà cap a la Terra. Les taxes aproximades de GRB curts són encara més incertes a causa de la fracció de feix desconeguda, però probablement siguin comparables. S'ha proposat que un esdeveniment d'aquest tipus és el responsable de la sobreabundància de Carboni-14 detectada en anells d'arbres en 774 o 775 dC.
Si un esclat de raigs gamma en la Via Làctia estigués prou a prop de la Terra i apuntant en la seva direcció, podria tenir efectes significatius en la biosfera. L'absorció de la radiació en l'atmosfera causaria la fotòlisi del nitrogen, generant òxid de nitrogen que actuaria com a catalitzador per destruir l'ozó. Segons un estudi del 2004, els GRB a una distància d'aproximadament un quiloparsec podrien destruir fins a la meitat de la capa d'ozó de la Terra; la irradiació UVA directa dels esclats es combinaria amb la radiació UVA solar addicional que travessaria la capa disminuïda, la qual cosa podria tenir potencialment un impacte significatiu en la cadena alimentària i desencadenar una extinció massiva. Els autors d'aquest estudi estimen que un esclat semblant pot esperar-se cada mil milions d'anys, i la seva hipòtesi és que les extincions massives de l'Ordovicià-Silurià van poder ser el resultat d'un d'aquests esclats.
Existeixen importants indicis que apunten al fet que els esclats de raigs gamma llargs tenen lloc preferent o exclusivament en regions amb baixa metal·licitat. Com la Via Làctia ha tingut una alta metal·licitat des d'abans que es formés la Terra, aquest efecte podria reduir o, fins i tot, eliminar la possibilitat que un esclat de raigs gamma llarg tingués lloc en la Via Làctia en els últims mil milions d'anys. No es coneix una dependència de la metal·licitat semblant per als esclats de raigs gamma curts. Per tant, segons la seva taxa local i les propietats del feix, la possibilitat que un succés proper pogués tenir un gran impacte a la Terra en algun moment de la seva vida geològica pot ser encara significativa.